# Mercy (Shawn Mendes)
"Mercy" is een nummer van de Canadese singer-songwriter Shawn Mendes. Het is geschreven door Mendes, Ilsey Juber, Danny Parker en Teddy Geiger, die ook het nummer heeft geproduceerd samen met Jake Gosling. Het nummer werd op 18 augustus 2016 uitgebracht door Island Records als de derde promotiesingle en werd twee maanden later opnieuw uitgebracht als de tweede officiële single van zijn tweede studioalbum Illuminate, dat in 2016 uit werd gebracht.

## Videoclip
De bijhorende videoclip is geregisseerd door Jay Martin en verscheen op 21 september 2016.

## Hitnoteringen

### Nederlandse Top 40
| Hitnotering: 01-10-2016 t/m | Hitnotering: 01-10-2016 t/m | Hitnotering: 01-10-2016 t/m | Hitnotering: 01-10-2016 t/m | Hitnotering: 01-10-2016 t/m | Hitnotering: 01-10-2016 t/m | Hitnotering: 01-10-2016 t/m | Hitnotering: 01-10-2016 t/m | Hitnotering: 01-10-2016 t/m | Hitnotering: 01-10-2016 t/m | Hitnotering: 01-10-2016 t/m | Hitnotering: 01-10-2016 t/m | Hitnotering: 01-10-2016 t/m | Hitnotering: 01-10-2016 t/m | Hitnotering: 01-10-2016 t/m | Hitnotering: 01-10-2016 t/m | Hitnotering: 01-10-2016 t/m | Hitnotering: 01-10-2016 t/m | Hitnotering: 01-10-2016 t/m | Hitnotering: 01-10-2016 t/m | Hitnotering: 01-10-2016 t/m |
| Week:                       | 1                           | 2                           | 3                           | 4                           | 5                           | 6                           | 7                           | 8                           | 9                           | 10                          | 11                          | 12                          | 13                          | 14                          | 15                          | 16                          | 17                          | 18                          | 19                          | 20                          |
| --------------------------- | --------------------------- | --------------------------- | --------------------------- | --------------------------- | --------------------------- | --------------------------- | --------------------------- | --------------------------- | --------------------------- | --------------------------- | --------------------------- | --------------------------- | --------------------------- | --------------------------- | --------------------------- | --------------------------- | --------------------------- | --------------------------- | --------------------------- | --------------------------- |
| Positie:                    | 32                          | 21                          | 17                          | 15                          | 12                          | 10                          | 9                           | 5                           | 5                           | 5                           | 5                           | 5                           | 8                           |                             |                             |                             |                             |                             |                             |                             |

### NederlandseSingle Top 100
| Hitnotering (Week 1 en 2): 27-08-2016 t/m 03-09-2016 Hitnotering (Week 3 t/m): 17-09-2016 | Hitnotering (Week 1 en 2): 27-08-2016 t/m 03-09-2016 Hitnotering (Week 3 t/m): 17-09-2016 | Hitnotering (Week 1 en 2): 27-08-2016 t/m 03-09-2016 Hitnotering (Week 3 t/m): 17-09-2016 | Hitnotering (Week 1 en 2): 27-08-2016 t/m 03-09-2016 Hitnotering (Week 3 t/m): 17-09-2016 | Hitnotering (Week 1 en 2): 27-08-2016 t/m 03-09-2016 Hitnotering (Week 3 t/m): 17-09-2016 | Hitnotering (Week 1 en 2): 27-08-2016 t/m 03-09-2016 Hitnotering (Week 3 t/m): 17-09-2016 | Hitnotering (Week 1 en 2): 27-08-2016 t/m 03-09-2016 Hitnotering (Week 3 t/m): 17-09-2016 | Hitnotering (Week 1 en 2): 27-08-2016 t/m 03-09-2016 Hitnotering (Week 3 t/m): 17-09-2016 | Hitnotering (Week 1 en 2): 27-08-2016 t/m 03-09-2016 Hitnotering (Week 3 t/m): 17-09-2016 | Hitnotering (Week 1 en 2): 27-08-2016 t/m 03-09-2016 Hitnotering (Week 3 t/m): 17-09-2016 | Hitnotering (Week 1 en 2): 27-08-2016 t/m 03-09-2016 Hitnotering (Week 3 t/m): 17-09-2016 | Hitnotering (Week 1 en 2): 27-08-2016 t/m 03-09-2016 Hitnotering (Week 3 t/m): 17-09-2016 | Hitnotering (Week 1 en 2): 27-08-2016 t/m 03-09-2016 Hitnotering (Week 3 t/m): 17-09-2016 | Hitnotering (Week 1 en 2): 27-08-2016 t/m 03-09-2016 Hitnotering (Week 3 t/m): 17-09-2016 | Hitnotering (Week 1 en 2): 27-08-2016 t/m 03-09-2016 Hitnotering (Week 3 t/m): 17-09-2016 | Hitnotering (Week 1 en 2): 27-08-2016 t/m 03-09-2016 Hitnotering (Week 3 t/m): 17-09-2016 | Hitnotering (Week 1 en 2): 27-08-2016 t/m 03-09-2016 Hitnotering (Week 3 t/m): 17-09-2016 | Hitnotering (Week 1 en 2): 27-08-2016 t/m 03-09-2016 Hitnotering (Week 3 t/m): 17-09-2016 | Hitnotering (Week 1 en 2): 27-08-2016 t/m 03-09-2016 Hitnotering (Week 3 t/m): 17-09-2016 | Hitnotering (Week 1 en 2): 27-08-2016 t/m 03-09-2016 Hitnotering (Week 3 t/m): 17-09-2016 | Hitnotering (Week 1 en 2): 27-08-2016 t/m 03-09-2016 Hitnotering (Week 3 t/m): 17-09-2016 |
| Week:                                                                                     | 1                                                                                         | 2                                                                                         |                                                                                           | 3                                                                                         | 4                                                                                         | 5                                                                                         | 6                                                                                         | 7                                                                                         | 8                                                                                         | 9                                                                                         | 10                                                                                        | 11                                                                                        | 12                                                                                        | 13                                                                                        | 14                                                                                        | 15                                                                                        | 16                                                                                        | 17                                                                                        | 18                                                                                        | 19                                                                                        |
| ----------------------------------------------------------------------------------------- | ----------------------------------------------------------------------------------------- | ----------------------------------------------------------------------------------------- | ----------------------------------------------------------------------------------------- | ----------------------------------------------------------------------------------------- | ----------------------------------------------------------------------------------------- | ----------------------------------------------------------------------------------------- | ----------------------------------------------------------------------------------------- | ----------------------------------------------------------------------------------------- | ----------------------------------------------------------------------------------------- | ----------------------------------------------------------------------------------------- | ----------------------------------------------------------------------------------------- | ----------------------------------------------------------------------------------------- | ----------------------------------------------------------------------------------------- | ----------------------------------------------------------------------------------------- | ----------------------------------------------------------------------------------------- | ----------------------------------------------------------------------------------------- | ----------------------------------------------------------------------------------------- | ----------------------------------------------------------------------------------------- | ----------------------------------------------------------------------------------------- | ----------------------------------------------------------------------------------------- |
| Positie:                                                                                  | 92                                                                                        | 98                                                                                        | uit                                                                                       | 79                                                                                        | 42                                                                                        | 16                                                                                        | 14                                                                                        | 13                                                                                        | 15                                                                                        | 13                                                                                        | 13                                                                                        | 7                                                                                         | 6                                                                                         | 6                                                                                         | 8                                                                                         | 7                                                                                         | 10                                                                                        | 16                                                                                        |                                                                                           |                                                                                           |

### NederlandseMega Top 50
| Hitnotering: 01-10-2016 t/m | Hitnotering: 01-10-2016 t/m | Hitnotering: 01-10-2016 t/m | Hitnotering: 01-10-2016 t/m | Hitnotering: 01-10-2016 t/m | Hitnotering: 01-10-2016 t/m | Hitnotering: 01-10-2016 t/m | Hitnotering: 01-10-2016 t/m | Hitnotering: 01-10-2016 t/m | Hitnotering: 01-10-2016 t/m | Hitnotering: 01-10-2016 t/m | Hitnotering: 01-10-2016 t/m | Hitnotering: 01-10-2016 t/m | Hitnotering: 01-10-2016 t/m | Hitnotering: 01-10-2016 t/m | Hitnotering: 01-10-2016 t/m | Hitnotering: 01-10-2016 t/m | Hitnotering: 01-10-2016 t/m | Hitnotering: 01-10-2016 t/m | Hitnotering: 01-10-2016 t/m | Hitnotering: 01-10-2016 t/m |
| Week:                       | 1                           | 2                           | 3                           | 4                           | 5                           | 6                           | 7                           | 8                           | 9                           | 10                          | 11                          | 12                          | 13                          | 14                          | 15                          | 16                          | 17                          | 18                          | 19                          | 20                          |
| --------------------------- | --------------------------- | --------------------------- | --------------------------- | --------------------------- | --------------------------- | --------------------------- | --------------------------- | --------------------------- | --------------------------- | --------------------------- | --------------------------- | --------------------------- | --------------------------- | --------------------------- | --------------------------- | --------------------------- | --------------------------- | --------------------------- | --------------------------- | --------------------------- |
| Positie:                    | 33                          | 18                          | 16                          | 17                          | 12                          | 11                          | 5                           | 3                           | 8                           | 7                           | 6                           | 6                           |                             |                             |                             |                             |                             |                             |                             |                             |

### NPO Radio 2 Top 2000
| Nummer met noteringen in de NPO Radio 2 Top 2000 | '16  | '17  | '18  |
| ------------------------------------------------ | ---- | ---- | ---- |
| Mercy                                            | 1719 | 1538 | 1781 |

1. ↑  Een vetgedrukt getal geeft de hoogste notering aan.
2. ↑  2016 was het eerste jaar met een notering voor dit nummer.
3. ↑  Deze tabel is bijgewerkt tot en met de laatste editie (2024).